# Christian DuMont Schütte
Christian DuMont Schütte (* 2. März 1957 als Christian Schütte) ist ein deutscher Verleger.
Er ist Herausgeber des Kölner Stadt-Anzeigers sowie des EXPRESS Köln und Bonn. Sein Vater Dieter Schütte hatte 1950 Brigitte Neven DuMont aus der Kölner Verleger-Familie Neven DuMont geheiratet. Sein Großvater war August Neven DuMont (1887–1965), Vorsitzender des Deutschen Buchdruckervereins und der Handelsgesellschaft der Deutschen Zeitungsverleger.
Verheiratet ist er mit Sabine Geschke, mit der er drei Kinder hat.
Nach DuMont Schüttes Abitur auf Schloss Neubeuern im Mai 1975 begann er im August 1977 eine Lehre im Bankhaus Delbrück in Köln, die er im Januar 1980 mit der Abschlussprüfung zum Bankkaufmann beendete.
Anschließend studierte er bis Vordiplom Betriebswirtschaftslehre an der Universität Köln und parallel dazu Jura an der Universität Hamburg bis zum ersten Staatsexamen.
Im Januar 1990 trat er in den Verlag M. DuMont Schauberg ein. Ab Februar 1990 war er stellvertretender Anzeigenleiter und erhielt im April Gesamtprokura; im November 1991 wurde er stellvertretender Vertriebsleiter und im September 1992 zum Gruppengeschäftsführer berufen, verantwortlich für den Bereich Beteiligungen. Im
Juni 2004 wurde er zum Sprecher der Geschäftsleitung des Unternehmensbereichs Beteiligungen ernannt, im Januar 2009 zum Vorstand der Mediengruppe M. DuMont Schauberg. Seit Januar 2014 ist Christian DuMont Schütte stellvertretender Vorsitzender des Aufsichtsrates der Mediengruppe M. DuMont Schauberg sowie seit Mai 2014 Vorsitzender des Aufsichtsrates des Zeitungsverlegerverbandes Nordrhein-Westfalen (ZVNRW).
Am 15. Januar 2015 übernahm Christian DuMont Schütte den Vorsitz des Aufsichtsrates von Alfred Neven DuMont.
DuMont Schütte ist Gründungsgesellschafter von KultCrossing, einem gemeinnützigen Unternehmen zur Förderung der kulturellen und ästhetischen Bildung.